# Halticoptera rosae
Halticoptera rosae är en stekelart som beskrevs av Burks 1955. Halticoptera rosae ingår i släktet Halticoptera och familjen puppglanssteklar. Inga underarter finns listade i Catalogue of Life.